# Масакр у Даљу
Mасакр у Даљу је убиство 56 или 57 Хрвата у Даљу, 1. августа 1991. године, током рата у Хрватској. Поред цивилних жртава, бројка укључује 20 хрватских полицајаца, 15 припадника Збора народне гарде и четири припадника цивилне одбране који су бранили полицијску станицу и зграду водовода у селу. Док су неки полицајци и припадници ЗНГ погинули у борби, они који су се предали убијени су након што су постали ратни заробљеници. Они су покушали да одбију напад снага Територијалне одбране САО Источне Славоније, Барање и Западног Срема (САО СБЗС), уз подршку Југословенске народне армије и паравојних јединица Српске добровољачке гарде. САО СБЗС је проглашена аутономном територијом у источној Хрватској након битке код Боровог Села јужно од Даља.
Након напада, цивилно несрпско становништво у селу и околини је прогањано. Били су приморани да напусте своје домове. Након рата, Међународни кривични суд за бившу Југославију (МКСЈ) оптужио је високе званичнике САО СБЗС и српске званичнике, укључујући Слободана Милошевића и Горана Хаџића, за ратне злочине почињене у Даљу. Убиства су била опширно пропраћена од стране немачких медија, што је довело до формирања јавног мњења у прилог Хрватској. До краја 1991. Немачка је прихватила подршку за дипломатско признање Хрватске као своју политику и дужност.

## Позадина
1990. године, након изборног пораза владе Социјалистичке Републике Хрватске, етничке тензије у републици су се погоршале. Југословенска народна армија (Југословенска народна армија – ЈНА) запленила је оружје Територијалне одбране Хрватске да би смањила могућност отпора после избора.  Дана 17. августа тензије су ескалирале у отворену побуну хрватских Срба,  са средиштем на претежно српско насељена подручја Далматинске загоре око Книна,  делове Лике, Кордуна, Бановине и источне Хрватска.  Основали су Српско национално веће у јулу 1990. да би координирали противљење политици хрватског председника Фрање Туђмана да се залаже за независност Хрватске. За председника је изабран стоматолог Милан Бабић из јужног града Книна. Начелник книнске полиције Милан Мартић основао је паравојне милиције. Њих двојица су на крају постали политички и војни лидери САО Крајине, самопроглашене државе која укључује подручја Хрватске насељена Србима.  У марту 1991. године власти САО Крајине уз подршку српске владе почеле су да консолидују контролу над подручјима Хрватске насељеним Србима. Тај потез резултирао је бескрвним окршајем у Пакрацу и првим погинулима у инциденту на Плитвичким језерима . Почетком маја сукоб је ескалирао и на подручју источне Славоније, а кулминирао је битком код Борова Села, јужно од села Даљ.  Хрватски Срби у источној Славонији су 25–26. јуна основали САО Источна Славонија, Барања и Западни Сријем (САО СБЗС), прогласивши је аутономним политичким ентитетом. 
Почетком 1991. Хрватска није имала регуларну војску и у настојању да ојача своју одбрану, удвостручила је број полицијског особља на око 20.000. Најефикаснији део снага била је специјална полиција од 3.000 припадника распоређених у дванаест батаљона који су усвојили војну организацију. Поред тога, постојало је 9.000–10.000 регионално организованих резервних полицајаца. Резервна полиција била је састављена у 16 батаљона и 10 чета, али им је недостајало наоружања.  До јула је основана Хрватска народна гарда (Збор народне гарде – ЗНГ), која је апсорбовала део специјалне полиције реорганизоване у четири професионалне бригаде,  и резервне полицијске снаге од 40.000 припадника ЗНГ. Резервне јединице нису поседовале довољно тешког или малокалибарског наоружања да наоружају све своје људство. 

## Временска линија
Опште подручје села Даљ, Ердут и Аљмаш гађано је артиљеријским бомбардовањем између 3.00 часова ујутро и 4:30 ујутро 1. августа 1991. године.  Хрватски извори наводе да је артиљеријска ватра долазила из јединица 51. механизоване бригаде ЈНА распоређених на левој обали Дунава, на територији Србије, као и ТО хрватских Срба. У извештају ЈНА о догађајима припремљеном за хрватске власти негира се да је артиљерија ЈНА учествовала у бомбардовању и указује на нешто касније време првих борби, 4:10 ујутру.   Сведочење сведока на суђењу Слободану Милошевићу на Међународном кривичном суду за бившу Југославију (МКСЈ) подржава временску линију по којој је почетна борба била у 3:00 ујутру. 
Након престанка артиљеријске ватре, ТО хрватских Срба, уз подршку Српске добровољачке гарде (СВГ) коју је предводио Жељко Ражнатовић,  из своје базе у Боровом Селу, организовано у три групе, започиње пешадијски јуриш на Даљ.  Једна од група је напала полицијску станицу у Даљу, друга је напала положаје Збора народне гарде око водовода у селу, док је трећа група остала у резерви.  Најжешће борбе су се водиле око полицијске станице Даљ коју су бранили хрватска полиција и припадници ЗНГ. У 6:20 ујутро, хрватска полиција је затражила помоћ од полицијске управе Осијек и ЈНА у прекиду напада ТО, наводећи приличне жртве. ЈНА је одлучила да интервенише и добила је наређење за Даљ у 6:50 ујутро  ЈНА је пријавила да је примила ватру из 1. чете ЗНГ 1. батаљона 3. гардијске бригаде у Ердуту док се кретала у оквиру 15 километара између Богојева и Даља и узвратила ватру пре него што је наставила ка Даљу.  С друге стране, сведок МКСЈ тог догађаја тврдио је да је ЈНА пуцала на цивилне куће у Ердуту ничим изазвана.  Јединице ЈНА стигле су у полицијску станицу Даљ у 9:30 ујутуру. 
ЈНА и хрватски извори се не слажу око догађаја непосредно након доласка ЈНА у Даљ. Док је ЈНА тврдила да је тражила прекид ватре само да би то одбили браниоци полицијске станице,  хрватски извори тврде да је ЈНА захтевала безусловну предају полиције и ЗНГ, а хрватске снаге су то одбиле. Обе верзије се слажу да је борба настављена отприлике до 10 ујутру,  када су три метка из тенковог главног топа, које је испалила ЈНА, погодила полицијску станицу. Док је ЈНА известила да нема живих заробљених хрватских полицајаца или војника ЗНГ, што је у супротности са сопственим извештајем у којем се наводи да су хрватске снаге које се налазе испред полицијске станице прихватиле прекид сукоба,  хрватски извори тврде да су они који су се предали убијени након њиховог заробљавања. У борбама за полицијску станицу у Даљу погинуло је укупно 39 – 20 полицајаца, 15 припадника ЗНГ и четири цивилне одбране. 
Истог дана у Даљу је убијено неколико цивила несрпске националности.  У следећој рунди преговора са хрватским властима, представници САО СБЗС известили су да је 1. августа у Даљу убијено 56 или 57 Хрвата.  Двадесет пет тела жртава, укључујући два цивила, пребачено је у Осијек који је држала ЗНГ. Обдукција је показала да су неке од жртава претучене, а затим погубљене. 

## Последице
Хрватско становништво се осећало застрашено и присиљено да напусти Даљ,  јер су догађаји од 1. августа означили почетак напада на хрватско цивилно становништво у етнички мешовитим подручјима.  Највећи део избеглица отпутовао је у Аљмаш, а затим су чамцима и баркама одведени дуж Драве у Осијек.   Прогон несрпског становништва Даља и других оближњих села почео је непосредно након напада. Прогон је укључивао премлаћивање, произвољна хапшења и ратно силовање.  Јединице ТО ухапсиле су један број хрватских цивила и затвориле их у Даљу. Дана 21. септембра припадници ТО на челу са Ражнатовићем убили су једанаест заробљеника и сахранили их у масовну гробницу у селу Ћелије. ТО и Ражнатовић су 4. октобра мучили и убили још 28 цивила заточених у заточеничком објекту у Даљу. Тела жртава су потом бачена у реку Дунав.   Најмање 135 хрватских и несрпских цивила убијено је у овом региону до маја 1992. године. 
Након што је ЈНА заузела Вуковар, велики број становника града је 20. новембра пребацила у заточенички објекат у Даљу. До трансфера је дошло на основу захтева Горана Хаџића, политичког лидера САО СБЗС. Они за које се сумњало да су умешани у туче испитивани су и мучени, а најмање 35 их је погубљено. 
САО Крајина је 19. децембра преименована у Републику Српску Крајину (РСК), а САО СБЗС је званично приступила РСК 26. фебруара 1992. године. Након спајања, Хаџић, који је 25. септембра 1991. именован за предсједника САО СБЗС, преузео је улогу председника РСК.  Догађаји од 1. августа 1991. су у то време опширно пропраћени од стране немачких медија, што је довело до негодовања јавности због масакра.  Немачка се касније залагала за брзо признање Хрватске, као средство за заустављање даљег насиља. Крајем 1991. Немачка је представила своју одлуку да призна Хрватску као своју политику и дужност, лобирајући код дипломата Европске економске заједнице (ЕЕЗ). Немачка влада је 19. децембра одлучила да одобри дипломатско признање Хрватској као првој земљи чланици ЕЕЗ која је то учинила. 
Полицијска станица Даљ је 2013. године одликована Орденом Николе Шубића Зринског за јунаштво. На 22. годишњицу погибије 39 полицајаца, припадника ЗНГ и цивилне одбране убијених у Даљу 1. августа 1991. године у станици је откривено спомен-обележје.  У Даљу је 26. новембра 2013. завршено спомен-обележје погинулим цивилима. 

### Оптужбе за ратне злочине од стране МКСЈ
Слободан Милошевић, председник Србије 1991. године, и Хаџић оптужени су од стране МКСЈ за ратне злочине, укључујући наређивање убиства, истребљења, депортације и мучења несрба у Даљу преко паравојних формација.   Милошевић је умро 2006. године, четири године након што му је почело суђење у Хашком трибуналу, пре него што је донесена пресуда.  Ажурирано: децембар 2013.  суђење Хаџићу је у току у МКСЈ од 2012. године, а очекује се да ће бити завршено до краја 2015. године. 
За ратне злочине МКСЈ је теретио и Јовицу Станишића, начелника Службе државне безбедности МУП-а Србије и Франка Симатовића, начелника Јединице за специјалне операције Службе државне безбедности. Оптужбе укључују саучесништво у мучењу групе од седам несрпских цивила, укључујући двојицу ухапшених у Даљу 11. новембра 1991. године. Пет ухапшених убиле су паравојске СВГ у Ердуту и сахраниле их у масовну гробницу у селу Ћелије.  Станишић и Симатовић су били оптужени за контролу и обуку СВГ.  Суђење је почело 2008. и резултирало је ослобађајућом пресудом од стране судског већа МКСЈ-а 30. маја 2013. године.  Тужилац МКСЈ је уложио жалбу на пресуду, а процес је у току ажурирано: децембар 2013. године. 
Командант 51. моторизоване бригаде ЈНА Енес Тасо оптужен је 2010. за ратне злочине и злочине против човечности почињене у Даљу у периоду август-децембар 1991. године. Тасо се терети за смрт двојице полицајаца у нападу ЈНА на полицијску станицу Даљ, девет ратних заробљеника заробљених у Даљу, једанаест заробљених у Вуковару и 90 цивила несрпске националности.  У мају 2012. хрватске власти у Осијеку су започеле суђење двојици хрватских Срба оптужених за ратне злочине над хрватским цивилима, укључујући групно силовање 20-годишње жене и присиљавање њених родитеља и браће и сестара да гледају силовање. Обојица су у септембру 2013. осуђени на по 12 година затвора.  Министар за питања хрватских бранитеља је 2013. године изјавио да су хрватске власти подигле 150 оптужница за ратне злочине почињене током масакра у Даљу и ратне злочине почињене на подручју Даља током рата. 

### Књиге
- Bieber, Florian (2010). „Bosnia and Herzegovina since 1990”.  Ур.: Ramet, Sabrina P. Central and Southeast European Politics Since 1989. Cambridge, England: Cambridge University Press. стр. 311—327. ISBN 978-1-139-48750-4.
- Bilić, Zvonimir (2011). „Uloga osječkih tvrtki u Domovinskom ratu” [Role of Osijek Companies in the Croatian War of Independence].  Ур.: Pek, Branko; Lang, Slobodan. Pravo na dom [Right to a Home] (PDF) (на језику: хрватски). Osijek, Croatia: Studio HS internet. стр. 290—296. ISBN 978-953-7630-37-9. Архивирано из оригинала (PDF) 8. 1. 2014. г. Приступљено 8. 1. 2014.
- Central Intelligence Agency, Office of Russian and European Analysis (2002). Balkan Battlegrounds: A Military History of the Yugoslav Conflict, 1990–1995. Washington, D.C.: Central Intelligence Agency. ISBN 9780160664724. OCLC 50396958.
- Hoare, Marko Attila (2010). „The War of Yugoslav Succession”.  Ур.: Ramet, Sabrina P. Central and Southeast European Politics Since 1989. Cambridge, England: Cambridge University Press. стр. 111—136. ISBN 978-1-139-48750-4.
- Libal, Michael (1997). Limits of Persuasion: Germany and the Yugoslav Crisis, 1991–1992. Westport, Connecticut: Greenwood Publishing Group. ISBN 978-0-275-95798-8.
- Lucarelli, Sonia (2000). Europe and the Breakup of Yugoslavia: A Political Failure in Search of a Scholarly Explanation. Leiden, The Netherlands: Martinus Nijhoff Publishers. ISBN 978-90-411-1439-6.
- Nazor, Ante (2007). Počeci suvremene hrvatske države: kronologija procesa osamostaljenja Republike Hrvatske: od Memoranduma SANU 1986. do proglašenja neovisnosti 8. listopada 1991 [Beginnings of the Modern Croatian State: A Chronology of the Independence of the Republic of Croatia: from 1986 SANU Memorandum to the Declaration of Independence on 8 October 1991] (на језику: хрватски). Zagreb, Croatia: Croatian Homeland War Memorial Documentation Centre. ISBN 978-953-7439-01-9.
- Pavlaković, Vjeran; Pauković, Davor; Raos, Višeslav (2012). Confronting the Past: European Experiences. Zagreb, Croatia: Centar za politološka istraživanja. ISBN 978-953-7022-26-6.
- Repe, Božo (2009). „Balkan Wars”.  Ур.: Forsythe, David P. Encyclopedia of Human Rights, Volume 1. Oxford, England: Oxford University Press. стр. 138—147. ISBN 978-0-19-533402-9.
- Rupić, Marko, ур. (2007). Republika Hrvatska i Domovinski rat 1990. – 1995. – Dokumenti, Knjiga 1. [The Republic of Croatia and the Croatian War of Independence 1990–1995 – Documents, volume 1] (PDF). Zagreb, Croatia: Hrvatski memorijalno-dokumentacijski centar Domovinskog rata. ISBN 978-953-7439-03-3. Архивирано из оригинала (PDF) 26. 11. 2016. г. Приступљено 8. 12. 2013.

### Чланци у научним часописима
- Šakić, Vlado; Sedlar, Slavenka; Tojčić, Anka (март 1993). „Ratni zločin i zločin genocida u agresiji Srbije na Republiku Hrvatsku 1991 ...” [War Crime and Crime of Genocide in Aggression of Serbia Against the Republic of Croatia in 1991 ...]. Društvena Istrazivanja: Journal for General Social Issues (на језику: хрватски). Zagreb, Croatia: Institute of Social Sciences Ivo Pilar. 2 (2–3): 407—454. ISSN 1330-0288.

### Извештаји вести
- „Još jedna tužna obljetnica: Sjećanje na stradale u Dalju i progonstvo iz Aljmaša” [Another Sad Anniversary: Memory of Killed in Dalj and Exile from Aljmaš] (на језику: хрватски). Nova TV. 1. 8. 2013.
- Mađer, Verica (26. 11. 2013). „U Dalju otkriverno spomen-obilježje ubijenim civilima” [A Memorial to Killed Civilians Unveiled in Dalj] (на језику: хрватски). Croatian Radiotelevision. Архивирано из оригинала 15. 7. 2020. г. Приступљено 8. 12. 2013.
- „Milosevic Indictment: Text”. BBC News. 29. 10. 2001.
- „Ministar branitelja Matić uručio ratnoj PP Dalj odličje za junaštvo” [Veterans' Minister Matić Hands Wartime Dalj Police Station a Medal for Heroism]. Večernji list (на језику: хрватски). 1. 8. 2013.
- „"Outside the Law", Following Milosevic's Dictate”. Sense Tribunal. Sense Agency. 29. 4. 2008. Архивирано из оригинала 4. 3. 2016. г. Приступљено 1. 8. 2011.
- „Presuda za ratni zločin u Dalju: Prisilili obitelj da gledaju silovanje njihove kćeri (20)” [Dalj War Crime Verdict: Family Forced to Watch Rape of their Daughter (20)]. Jutarnji list (на језику: хрватски). HINA. 4. 9. 2013. ISSN 1331-5692. Архивирано из оригинала 3. 3. 2016. г. Приступљено 8. 12. 2013.
- „Optužnica protiv zapovjednika JNA zbog ratnog zločina nad 112 hrvatskih vojnika i civila” [Charges Against JNA Commander for War Crimes Against 112 Croatian Troops and Civilians]. Dubrovački vjesnik (на језику: хрватски). 14. 5. 2010. Архивирано из оригинала 12. 12. 2013. г. Приступљено 8. 12. 2013.
- „Roads Sealed as Yugoslav Unrest Mounts”. The New York Times. New York City. Reuters. 19. 8. 1990. ISSN 0362-4331.
- „Serb officers face trial for actions in Bosnia and Croatia”. The New York Times. New York City. 16. 3. 2008. ISSN 0362-4331.